# Heidelberger Kompetenztraining zur Entwicklung mentaler Stärke
Das Heidelberger Kompetenztraining (HKT) zur Entwicklung mentaler Stärke ist ein psycho-edukatives Verfahren, das Menschen theoretisch fundierte und praxistaugliche Strategien und Kompetenzen vermitteln soll, um ihr persönliches Leistungspotenzial zum richtigen Zeitpunkt zielgerichtet und bewusst zu aktivieren und somit erfolgreich individuell gesetzte Ziele zu erreichen. Das Training wird im pädagogischen Kontext (alle Schularten, Hochschule, Lehrerbildung, Erwachsenenbildung), in der Gesundheitsförderung und im Sport angewandt.

## Entstehung
Das Heidelberger Kompetenztraining wurde 2005 an der Pädagogischen Hochschule Heidelberg in engem Kontakt mit der Anwendungspraxis als Trainingskonzept zur „Entwicklung mentaler Stärke“ entwickelt, beständig verbessert und auf neue Zielgruppen hin modifiziert. Entwickler waren Wolfgang Knörzer, Wolfgang Amler, Robert Rupp und ihre Projektgruppe. Ausgangspunkt bildete die Beobachtung der Entwickler in ihrer Praxis als (Hochschul-)Lehrer und Erwachsenenbildner, dass Menschen unterschiedlichen Alters oft mangelhafte mentale Strategien und Kompetenzen besitzen, um ihr Wissen und Können in herausfordernden Situationen gezielt und systematisch abzurufen und zu zeigen.
Mit Hilfe des HKT sollen Menschen ihre Ziele exakt formulieren, die Zugangswege zur Konzentration erlernen, sich der eigenen Stärken bewusst werden und Lösungsstrategien für mögliche Störungen erarbeiten und anwenden. Das Training führt dabei zum Aufbau einer positiven Problemlösehaltung und stärkt die Selbstwirksamkeitsüberzeugung.
So entstand 2005 auf der Grundlage des Konzeptes des „Integrativen Mentaltrainings im Sport“ (Amler, Bernatzky und Knörzer, 2008) das Programm „Sportler mental stark machen“ für jugendliche Sportler, mit dem Ziel, Leistungsmöglichkeiten umfassend auszuschöpfen, Dopingversuchen zu widerstehen und parallel zur leistungssportlichen Entwicklung über die schulische und berufliche Entwicklung ein zweites Standbein aufzubauen (Knörzer, Amler, Bernatzky und Breuer, 2006). Bei der Implementierung in verschiedenen Schulen zeigte sich, dass das Mentaltraining auch im schulischen Bereich, z. B. für Klassenarbeits- und Prüfungssituationen, wirksam eingesetzt werden kann. Es wurde seitdem auch auf den Gesundheitsbereich (z. B. für die Rehabilitation) adaptiert.

## Theoretische Grundprinzipien

### Die Rolle der psychischen Grundbedürfnisse
Das theoretische Fundament des HKT bildet die Konsistenztheorie des Neuropsychologen Grawe (2004). Ausgehend von der „Cognitive-Experiential Self Theory“ von Epstein (1993) formulierte Grawe (2000) auf der Grundlage aktueller Erkenntnisse aus der neurowissenschaftlichen und psychologischen Forschung die Konsistenztheorie als ein „Modell des normalen seelischen Funktionierens“ (Grawe, 2000, S. 449). Danach ist die Befriedigung zentraler psychischer Grundbedürfnisse des Menschen Voraussetzung für die Ausbildung motivationaler Annäherungsschemata und ein Leben in psychischer Gesundheit und Wohlbefinden. Die vier zentralen Grundbedürfnisse sind:
- das Bedürfnis nach Orientierung und Kontrolle
- das Bedürfnis nach Bindung
- das Bedürfnis nach Selbstwerterhöhung/-schutz sowie
- das Bedürfnis nach Lustgewinn/Unlustvermeidung.

### Parallelität von analogen und digitalen Prinzipien
Um nachhaltige Motivations- und Lernprozesse anzustoßen, werden im HKT sowohl bewusst-logische als auch unbewusste und emotionale Aspekte des Lernens in das Training integriert. Nach der Persönlichkeits-System-Interaktions-Theorie (PSI-Theorie) von Kuhl (2001) stehen dem Menschen vier (Gehirn)Systeme zur Verfügung, die miteinander interagieren und es so ermöglichen, die Welt zu erfassen und zu verarbeiten. Für die theoretische Fundierung des HKT sind zwei dieser Systeme von besonderer Relevanz: das Intentionsgedächtnis (IG) und das Extensionsgedächtnis (EG). Das IG ist zuständig für unsere bewussten logisch-analytischen Denkprozesse, in ihm werden Pläne und Absichten gespeichert und geplante Handlungsschritte vorbereitet. Das EG umfasst ein ausgedehntes assoziatives Netzwerk aus biografischen Erfahrungen, Bedürfnissen, Normen und Zielen einer Person, das parallel und unbewusst viele Einzelaspekte ganzheitlich berücksichtigt und integriert.

### Rubikon-Modell der Handlungsorientierung
In dem von Heckhausen und Gollwitzer (1987) erstellten und von Storch und Krause (2007) erweiterten Rubikon-Prozess-Modell wird zwischen der Motivationsphase und der Volitionsphase unterschieden. Erst nach Überschreiten des Rubikon – dem Übergang von Motivation zur Volition – wird die Handlungsphase eingeleitet. Das HKT ist in seiner Form bisher als Volitionsprogramm konzipiert, das den Willen zur zielrealisierenden Handlung stärkt und Umsetzungswege aufzeigt.

### Outcome-Orientierung
Outcome-Orientierung bedeutet, vom Ziel her zu denken. Das Ziel des HKT ist es, Menschen zu befähigen, Inkongruenzsituationen, d. h. Herausforderungssituationen, ressourcenorientiert zu lösen. Dabei können die methodischen Wege zur jeweiligen Zielerreichung durchaus variieren. Das HKT bietet die Möglichkeit der flexiblen Anpassung an Zielgruppe, Rahmenbedingungen und Ausrichtung (z. B. Leistungsoptimierung oder Lebensstiländerung). Zur vergleichenden Evaluation wurden Merkmale benannt, an denen erkennbar ist, ob dieses Ziel erreicht wurde. Diese Merkmale kennzeichnen gleichzeitig die vier Teilschritte des HKT:
1. Ziele nach Zielkriterien exakt formulieren und die Zielerreichung mental erleben können.
2. Die Zugangswege zur Konzentration kennen und sich konzentrieren können.
3. Die eigenen Stärken kennen und diese bewusst aktivieren können.
4. Lösungsstrategien für mögliche Störungen formulieren und Möglichkeiten der mentalen Abschirmung anwenden können.

## Anwendungsgebiete
Die Tabelle veranschaulicht ausgewählte Anwendungsfelder, in denen das HKT bereits durchgeführt wurde.
| Anwendungsfeld                                                                                       | Kontext                                                 | Zielgruppe | Zielsetzung                                                    |
| --- | ------------------------------------------------------- | --- | -------------------------------------------------------------- |
| Pädagogische Hochschule Heidelberg                                                                   |                                                         | |                                                                |
| Betriebliche Gesundheitsförderung                                                                    | Verwaltungsangestellte                                  | Besserer Umgang mit Arbeitsbelastungen |                                                                |
| Examensvorbereitung                                                                                  | Examenskandidaten                                       | Optimale Leistung in Prüfungssituationen abrufen |                                                                |
| Lehrerfortbildung                                                                                    | In Schulen tätige Lehrer                                | Anwendung HKT in Schule zur Persönlichkeitsentwicklung, Prüfungsvorbereitung, Leistungsoptimierung, von Schülern                                                     |                                                                |
| Leistungssport / Schule                                                                              |                                                         | |                                                                |
| Schulfach „Glück“ Willy-Hellpach-Schule Heidelberg                                                   | Berufsfachschüler ab Klasse 10                          | Freude an der Leistung |                                                                |
| Schulen aller Schularten sowie Partnerschulen des Olympiastützpunktes Rhein-Neckar; 10 „HKT-Schulen“ | Jugendliche Leistungssportler                           | Optimale Leistungsfähigkeit in schulischen u. sportlichen Ernstsituationen, Persönlichkeitsentwicklung, Mental stark werden als Dopingprävention (Empowermentansatz) |                                                                |
| Reha-Klinik Heidelberg-Königstuhl                                                                    | Reha-Aufenthalt in Klinik                               | Reha-Patienten | Unterstützung beim Aufbau eines körperlich aktiven Lebensstils |
| Suchtprävention                                                                                      | Fortbildung für Suchtberater des MKJS Baden-Württemberg | Suchtberatungslehrer, Schulpsychologen | Qualifizierungsseminar                                         |